# Star Wars: Apprendista Jedi
Star Wars: Apprendista Jedi (Star Wars: Jedi Apprentice) è una serie di romanzi per ragazzi facente parte dell'Universo espanso di Guerre stellari. La serie è stata pubblicata da Scholastic tra il 1999 e il 2002, con il primo libro scritto da Dave Wolverton e i rimanenti diciassette da Jude Watson. La storia segue le avventure del giovane Jedi Obi-Wan Kenobi e del suo maestro Qui-Gon Jinn prima degli eventi del film Star Wars: Episodio I - La minaccia fantasma.

## Trama
Obi-Wan Kenobi deve diventare un apprendista entro il suo tredicesimo compleanno, ma Qui-Gon Jinn, un maestro Jedi senza apprendista, trova il ragazzo aggressivo e imprevedibile, come mostrato nell'incontro di esibizione di Obi-Wan con il compagno di studi Jedi Bruck Chun. Di conseguenza, Obi-Wan è costretto a impiegare i suoi poteri Jedi come contadino sul pianeta Bandomeer. Casualmente, anche Qui-Gon deve andare a Bandomeer. Sulla strada per Bandomeer, Obi-Wan e Qui-Gon si uniscono per fermare l'abuso della Offworld Corporation, che vuole controllare le risorse di Bandomeer per sé stessa. Qui-Gon apprende che il suo ex apprendista, Xanatos, è il leader della Offworld. Anche se la piccola organizzazione della Offworld su Bandomeer viene rapidamente sgominata, Xanatos riesce a fuggire dal pianeta.
Grazie agli incidenti della Offworld Corporation, Qui-Gon decide di prendere Obi-Wan come suo apprendista. Tuttavia, sui pianeti di Phindar e Gala, i due sono testati da un governante corrotto chiamato Principe Beju e un'organizzazione criminale nota come il Sindacato. Questi problemi sono finalmente risolti dai due Jedi, il cui rapporto si rinsalda ulteriormente.
In una missione per salvare la cavaliere Jedi Tahl dal pianeta Melida/Daan, la lealtà di Obi-Wan viene messa alla prova quando incontra un gruppo di adolescenti e bambini conosciuti come Young. Questo gruppo di bambini tenta di fermare la guerra civile tra la fazione Melida e la fazione Daan, che si traduce in numerose vittime e quasi nella morte di Thal, che era stata imprigionata dai Melida. Tuttavia, Obi-Wan è costretto a fare una scelta: rimanere con l'Ordine Jedi, o stare con i giovani e tentare di portare stabilità su Melida/Daan. Obi-Wan sceglie di lasciare l'ordine, con grande disappunto di Qui-Gon.
Quando Qui-Gon ritorna al Tempio Jedi, scopre che è sotto attacco da un nemico misterioso. Su Melida/Daan, Obi-Wan riesce ad aiutare gli Young a fermare la guerra civile, ma non senza la morte di molti dei suoi nuovi amici. Con Obi-Wan che vuole disperatamente tornare nell'ordine e Qui-Gon bisognoso dell'aiuto del suo ex-padawan, i due sono presto riuniti. Con le loro abilità combinate, scoprono che Xanatos si è infiltrato nel tempio Jedi con l'aiuto dell'ex rivale di Obi-Wan, Bruck Chun. L'amica d'infanzia di Obi-Wan, Bant Eerin, viene catturata direttamente nel mezzo della situazione. Alla fine, i piani di Xanatos di distruggere il tempio vengono sventati, ma Bruck viene ucciso e Xanatos fugge.
Per garantire la giustizia, Qui-Gon e Obi-Wan inseguono Xanatos al suo pianeta natale, Telos. Lì vengono a conoscenza che la Offworld Corporation e Xanatos stanno usando un fronte chiamato UniFy per manipolare e saccheggiare il pianeta. Dopo lungo gioco al gatto e al topo, Xanatos viene incriminato e messo alle strette da Obi-Wan e Qui-Gon. Indifeso, Xanatos si suicida. Dopo la missione, Obi-Wan e Qui-Gon si riuniscono ufficialmente come padawan e maestro.
Obi-Wan, Qui-Gon, Adi Gallia e Siri Tachi vengono inviati sul pianeta paludoso Kegan per andare a prelevare un bambino sensibile alla Forza, O-Lana. Qui-Gon e Adi Gallia cercano di convincere i leader del pianeta a rinunciare a O-Lana, anche se questo si trasforma rapidamente in una missione di salvataggio una volta che Siri e Obi-Wan vengono catturati e intrappolati nel centro di apprendimento del pianeta, che cerca di fare il lavaggio del cervello ai bambini keganiani in una visione isolazionista della galassia. Dopo tese operazioni diplomatiche e segrete, i quattro Jedi sono riuniti e a Kegan viene permesso di lasciare il pianeta.
In missione sul pianeta Rutan e la luna di Senali, Obi-Wan e Qui-Gon devono fermare una tesa crisi politica, che quasi si traduce in una guerra civile.
Dopo il quattordicesimo compleanno di Obi-Wan Kenobi, un cacciatore di taglie chiamato Ona Nobis lancia un attacco al vecchio amico di Qui-Gon, Didi. Tuttavia, l'attacco è stato orchestrato per attirare Qui-Gon nelle mani di Jenna Zan Arbor, una scienziata che sperimenta con la Forza. Qui-Gon viene catturato e portato su Simpla-12, dove Zan Arbor esegue una serie di esperimenti sul maestro Jedi. Per mantenere la sua calma, Qui-Gon è costretto a sopportare torture fisiche e psicologiche da parte della scienziata.
Su Coruscant, Obi-Wan cerca disperatamente il suo vecchio maestro. Associandosi nuovamente con Siri, Obi-Wan si reca sul pianeta di Ona Nobis, Sorrus, per cercare di trovare un indizio su dove sia stato portato Qui-Gon. Alla fine, Obi-Wan, Siri e Adi Gallia vengono portati su Simpla-12, dove salvano Qui-Gon. Tuttavia, Nobis e Zan Arbor fuggono sul pianeta Belasco, il cui senatore, Uta S'orn, è un amico di Zan Arbor. Con i poteri politici di S'orn, Zan Arbor ha il controllo completo su Belasco utilizzando un virus speciale per mantenere il pianeta malato abbastanza a lungo da poter fornire una costosa cura. Dopo un po' di tempo, i Jedi ritrovano il gruppo, uccidono Nobis e bandiscono Zan Arbor e S'orn in una colonia penale per i loro crimini.
Quando Tahl si precipita su New Apsolon in una missione per salvare una coppia di gemelli politicamente potenti, Qui-Gon diventa nervoso. Qui-Gon e il sedicenne Obi-Wan vanno su New Apsolon per assistere Thal, e trovano un pianeta bloccato in una lotta tra la classe alta e la classe bassa. Durante la missione di trovare Thal, Qui-Gon si rende conto che la sua preoccupazione per Tahl va oltre l'amicizia. Tuttavia, quando Tahl e Qui-Gon si incontrano, si promettono amore l'un l'altra. Subito dopo, Tahl viene nuovamente catturata dagli estremisti di Apsolon.
Qui-Gon e Obi-Wan cercano disperatamente Tahl per l'intero pianeta. Quando la trovano, è troppo tardi; Tahl muore al fianco di Qui-Gon. Addolorato, Qui-Gon va su tutte le furie e si prepara a uccidere coloro che sono responsabili della sua morte. Turbato dal desiderio di vendetta di Qui-Gon, il Consiglio Jedi invia Mace Windu e l'apprendista di Thal, Bant, ad assistere Obi-Wan sia nella ricerca che nel contenimento della rabbia di Qui-Gon. Sebbene Qui-Gon quasi ceda alla sua vendetta, riesce ad assicurare i responsabili alla giustizia senza ucciderli.
La morte di Tahl avrebbe afflitto Qui-Gon per diversi anni, anche se sarebbe ritornato in fretta ai suoi incarichi meno di un anno dopo la crisi di New Apsolon.
Sul pianeta Frego, Qui-Gon e Obi-Wan devono impedire a una famiglia criminale di fermare una di loro, che intende testimoniare contro i suoi familiari. In risposta, i familiari della testimone cercano di impedire ai Jedi di portarla a Coruscant, il che si traduce in molteplici attentati falliti. Tuttavia, la missione è un successo, e la testimone è portata al Senato Galattico a testimoniare contro i crimini della sua famiglia.
A questo punto, il diciassettenne Obi-Wan Kenobi sta crescendo. Su un pianeta pieno di forme di vita ossessionate dal lavoro, Obi-Wan e Qui-Gon devono impedire che degli attacchi terroristici diventino una guerra civile a tutto campo. Durante la missione, Qui-Gon dà ad Obi-Wan maggiore indipendenza in alcuni aspetti dell'incarico, responsabilizzandolo sul suo cammino per diventare un cavaliere Jedi.

## Opere
Il primo libro della serie, La Forza che cresce, è stato scritto da Dave Wolverton, mentre i restanti portano la firma di Jude Watson. Le copertine dei libri sono state realizzate da Cliff Nielsen. Dei diciotto libri che compongono la serie principale, solo i primi quattro sono stati tradotti in italiano nel 2000 da Fratelli Fabbri Editori e tradotti da G. P. Gasperi.
1. La Forza che cresce (The Rising Force, 1999)
2. Il rivale oscuro (The Dark Rival, 1999)
3. Il passato rubato (The Hidden Past, 1999)
4. Il marchio della corona (The Mark of the Crown, 1999)
5. The Defenders of the Dead (1999)
6. The Uncertain Path (2000)
7. The Captive Temple (2000)
8. The Day of Reckoning (2000)
9. The Fight for Truth (2000)
10. The Shattered Peace (2000)
11. The Deadly Hunter (2000)
12. The Evil Experiment (2001)
13. The Dangerous Rescue (2001)
14. The Ties That Bind (2001)
15. The Death of Hope (2001)
16. The Call to Vengeance (2001)
17. The Only Witness (2002)
18. The Threat Within (2002)

### Special Edition
Nel 2001 e nel 2002 sono usciti due romanzi speciali della serie, indicati appunto con la dicitura Special Edition. Questi romanzi raccontano ognuno due storie collegate, di cui una ambientata prima di Star Wars: Episodio I - La minaccia fantasma con protagonisti Obi-Wan e Qui-Gon e una che si svolge tra questo film e il seguito Star Wars: Episodio II - L'attacco dei cloni con protagonisti Anakin Skywalker e Obi-Wan, ora suo maestro.
1. Deceptions (2001)
2. The Followers (2002)